# Ludwig Devrient

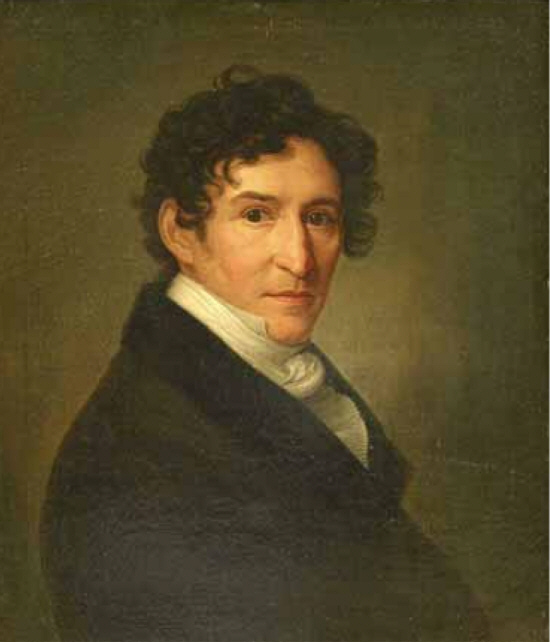
Ludwig Devrient (Gemälde von Christoph Wilhelm Wohlien, 1831)

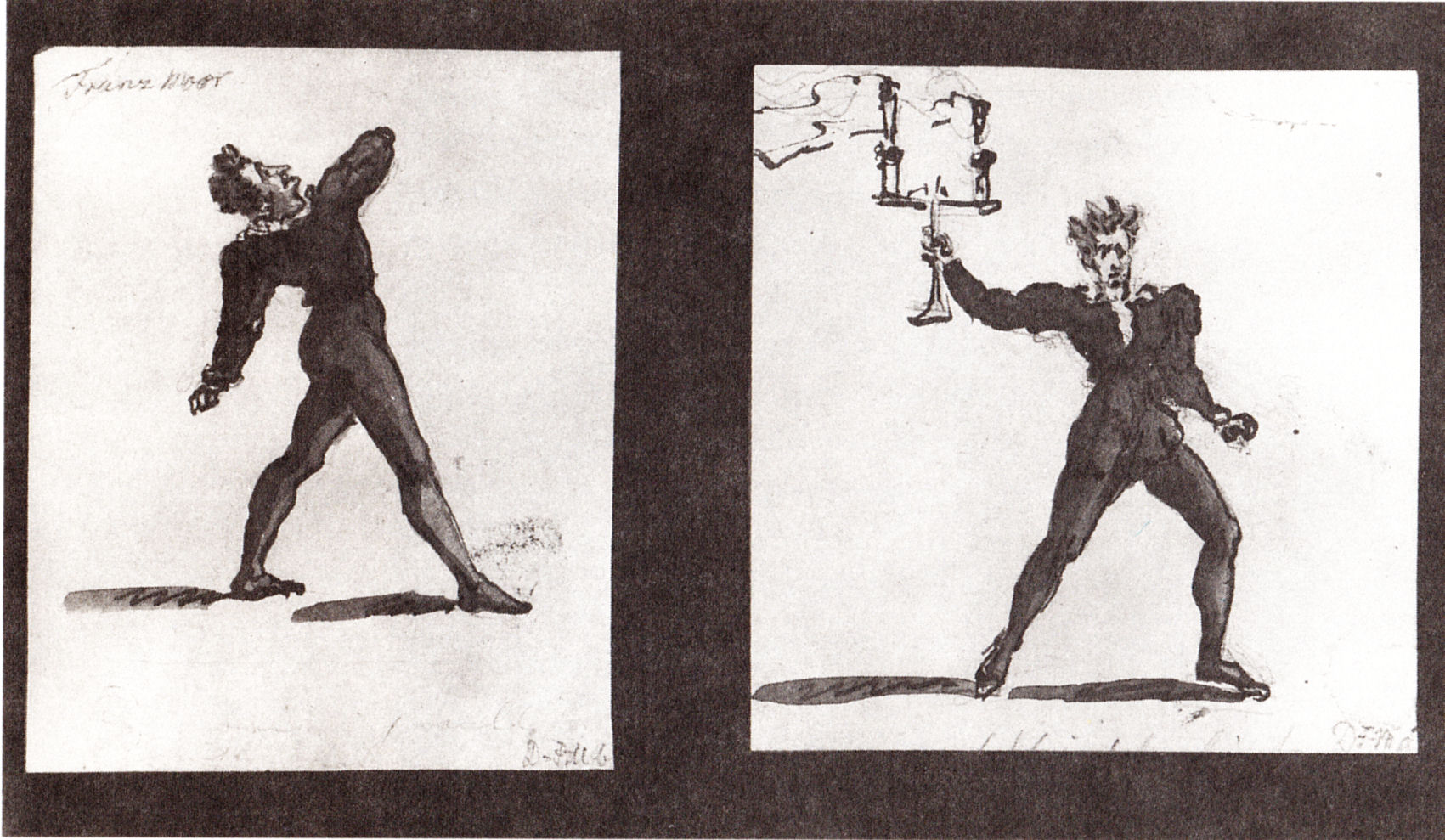
Devrient als Franz Moor (Skizze von Wilhelm Hensel)

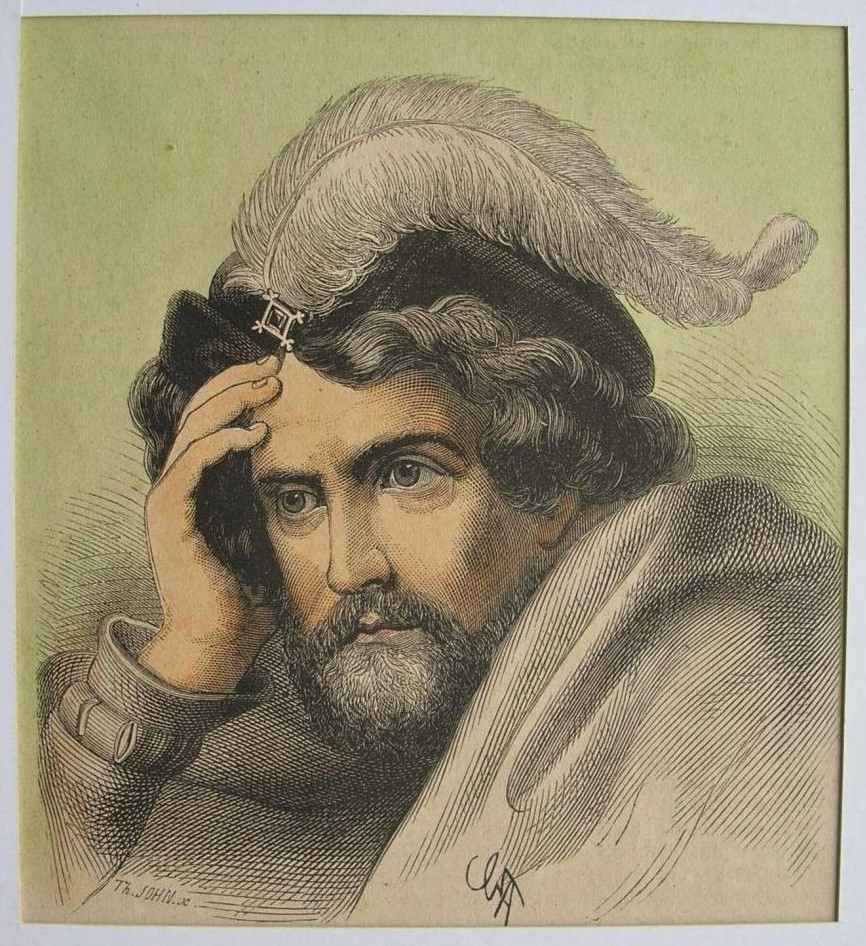
Devrient als Dr. Faust

Ludwig Devrient, eigentl. David Louis De Vrient, (* 15. Dezember 1784 in Berlin; † 30. Dezember 1832 ebenda) war ein deutscher Schauspieler und Träger des Iffland-Rings. Er war der Onkel der Schauspieler Eduard, Karl August und Gustav Emil Devrient.

## Leben
Devrient war der Sohn des Kaufmanns Philipp De Vrient und dessen zweiter Ehefrau Marie Wall. Seine erste Erziehung erhielt Devrient durch französische Gouvernanten. Nach dem Willen seines Vaters sollte er ebenfalls einen kaufmännischen Beruf erlernen, um später das väterliche Geschäft zu übernehmen. Die ersten beiden Lehrstellen bei entfernten Verwandten brach Devrient ebenso schnell wieder ab wie seine dritte bei einem Posamentier in Potsdam.
Als Devrient anlässlich eines Theaterbesuchs in Leipzig dort Ferdinand Ochsenheimer erleben konnte, wollte er ebenfalls Schauspieler werden. Im Sommer 1803 schloss er sich der Schauspielgesellschaft von Friedrich Wilhelm Lange an, wo er durch den Schauspieler Julius Weidner seinen ersten Schauspielunterricht erhielt. Zum ersten Mal stand Devrient im Mai 1804 in Gera auf der Bühne; sein Debüt gab er als Herzberg (ein Bote) am 1. September 1805 in Dessau unter der Leitung von Friedrich Wilhelm Bossann.
Nach einer Tournee u. a. durch Naumburg, Jena und Zeitz wurde Devrient in Dessau festes Mitglied des Ensembles. Dort entstand auch „das Theatergenie Devrient“. In Dessau heiratete er 1807 Margarete Neefe (1787–1808), eine Tochter des Kapellmeisters Christian Gottlob Neefe. Mit ihr hatte er eine Tochter, Emilie (1808–1857), die spätere Ehefrau des Schauspielers Wilhelm David Höffert. Devrients Ehefrau verstarb kurz nach der Geburt der Tochter.
Obwohl begeistert gefeiert, wurde Devrient, von Selbstzweifeln geplagt, 1808 vertragsbrüchig und verließ Dessau. Er ging nach Berlin, wo er unter August Wilhelm Iffland am 18. Juli 1808 an der königlichen Oper auftrat. Schon bald schloss er mit E. T. A. Hoffmann Freundschaft, der ihn ebenso unterstützte wie Iffland.

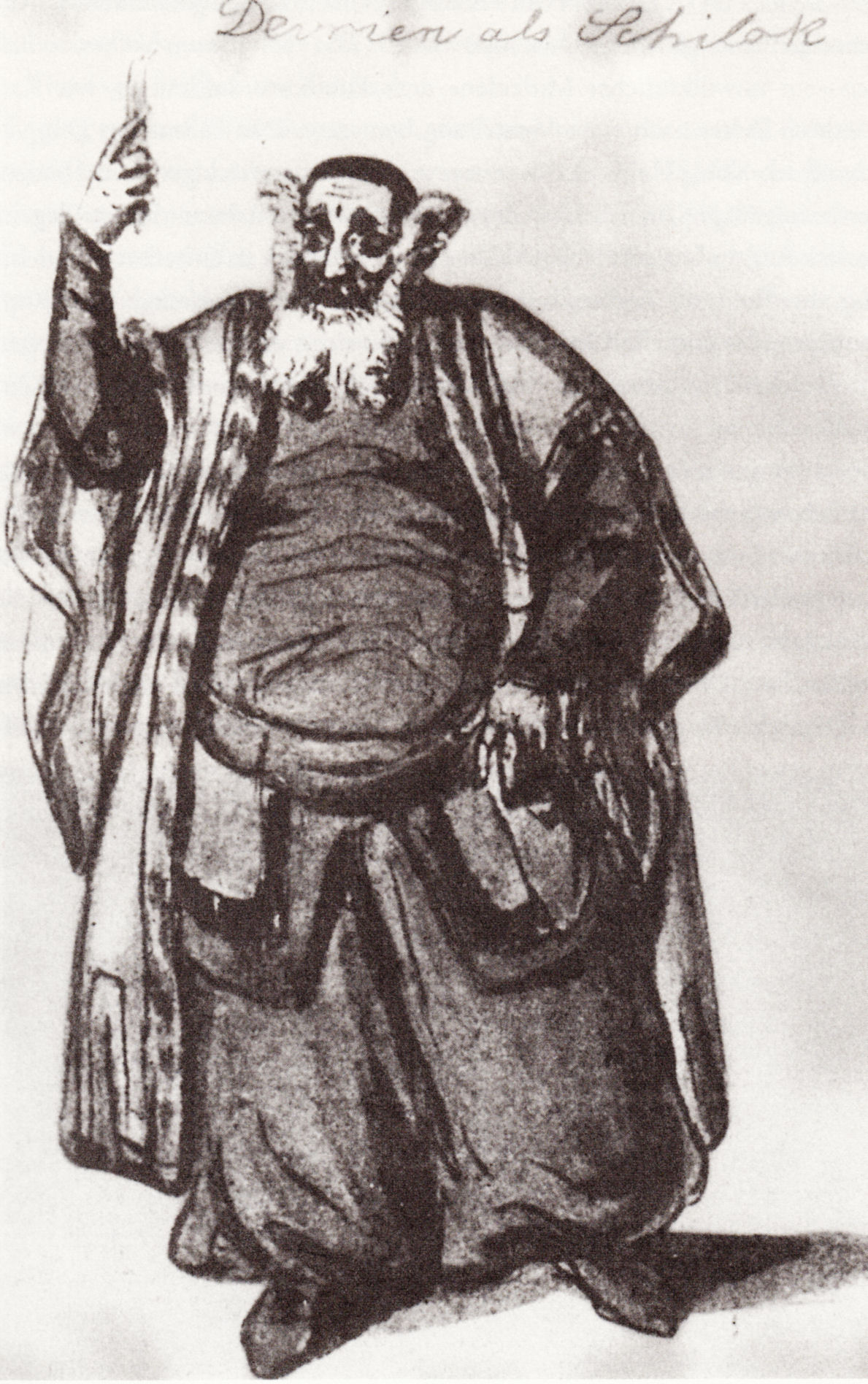
Devrient als Shylock (Skizze von Wilhelm Hensel)

Seinen ersten sensationellen Erfolg in Berlin hatte Devrient am 9. Februar 1809 in der Rolle des Franz Moor, und die Begeisterung seines Publikums und seiner Kritiker konnte er mit Shylock (1810) und König Lear (1814) noch steigern. Seine Kritiker sprachen schon bald nur noch vom „Theatergenie“. Neben seinen großen tragischen Rollen hatte er aber auch einen angeborenen, poetischen Humor, der gerade in kleineren Rollen ebenfalls genial zur Geltung kam.
Nach dem obligaten Trauerjahr heiratete Devrient in Berlin die Schauspielerin Friederike Schaffner, mit der er einen Sohn bekam. Ludwig und Friederike Devrient ließen sich 1819 scheiden; Friederike heiratete später Eduard Komitsch. Der Urenkel Friederikes, der Komponist Hans Stieber, ehrte seine Urgroßmutter mit dem Bühnenschauspiel Madame Devrient aus dem Jahr 1942.
Die königliche Familie und viele hohe Beamte gehörten von Anfang an zu Devrients Anhängern. Darunter war auch Fürst Karl August von Hardenberg, der Iffland bei dessen Vorschlag unterstützte, Devrient zu seinem Nachfolger an der Königlichen Oper zu bestimmen.

Devrients Grabstelle

Devrient heiratete 1825 in dritter Ehe die Tänzerin Auguste Brandes. Schon lange alkoholkrank, brach Devrient während einer Aufführung von König Lear auf offener Bühne bewusstlos zusammen. Er starb zwei Wochen nach seinem 48. Geburtstag am 30. Dezember 1832 in Berlin. Seine letzte Ruhestätte fand er auf dem Französischen Friedhof. Die Hinterbliebenen ließen zu seinem Andenken ein gusseisernes Denkmal errichten, das nach weniger als 100 Jahren langsam verfiel. Das war der Tageszeitung Friedenauer Lokalanzeiger am 22. Februar 1906 eine Meldung wert, weil sich bisher niemand um den Erhalt gekümmert hatte.

## Anekdotisches
Es wird erzählt, dass Devrient 1825 mit einigen Kollegen nach der Vorstellung ins Weinlokal Lutter & Wegner ging. Da er vorher den Falstaff gegeben hatte, forderte Devrient ein Getränk mit einem Zitat aus dieser Rolle: „Bring er mir Sekt, Schurke!“ Bei Shakespeare war damit ein Sherry oder Madeira gemeint. Serviert wurde Devrient aber – wie üblich – dessen Lieblingsgetränk, ein moussierender Wein vermutlich französischer Herkunft; der erste deutsche Schaumwein wurde erst 1826 von Georg Christian Kessler in Esslingen erzeugt. Die Presse griff diesen Versprecher auf und ein neuer Begriff, der Sekt, war entstanden. Nach der Reichsgründung 1870/71 verbreitete sich das Berliner Szenewort „Sect“ rasch in ganz Deutschland und diente dazu, deutsche Schaumweine von französischen Erzeugnissen, insbesondere dem Champagner, abzugrenzen.

## Rollen (Auswahl)
- Herzberg, ein Bote (Die Braut von Messina, Friedrich Schiller)
- Monfrone (Bayard, August von Kotzebue)
- König Lear (William Shakespeare)
- Mercutio (Romeo und Julia, William Shakespeare)
- Muley Hassan der Mohr (Die Verschwörung des Fiesco zu Genua, Friedrich Schiller)
- Falstaff (Die lustigen Weiber von Windsor, William Shakespeare)
- Franz Moor (Die Räuber, Friedrich Schiller)
- Shylock (Der Kaufmann von Venedig, William Shakespeare)
- Richard III. (Richard III., William Shakespeare)

## Literarisch-fiktionale Lebensdarstellungen
- Heinrich Smidt: Devrient-Novellen. A. Duncker, Berlin 1852
- Robert Springer: Devrient und Hoffmann oder Schauspieler und Serapionsbrüder. Künstlerroman und romantisches Zeitbild. Janke, Berlin 1873 (3 Bände)